# Związek gmin Marne-Nordsee
Związek gmin Marne-Nordsee (niem. Amt Marne-Nordsee) – związek gmin w Niemczech w kraju związkowym Szlezwik-Holsztyn, w powiecie Dithmarschen. Siedziba związku gmin znajduje się w mieście Marne.
W skład związku gmin wchodzi 13 gmin:
1. Diekhusen-Fahrstedt
2. Friedrichskoog
3. Helse
4. Kaiser-Wilhelm-Koog
5. Kronprinzenkoog
6. Marne
7. Marnerdeich
8. Neufeld
9. Neufelderkoog
10. Ramhusen
11. Schmedeswurth
12. Trennewurth
13. Volsemenhusen